# Djia Mambu
Djia Mambu est une critique de cinéma et journaliste belgo-congolaise.

## Journaliste
Journaliste, Djia Mambu travaille avec différents médias, dont TV5 Monde, Africultures, Awotele, Africiné, Images francophones. 

## Critique de cinéma
Lors du festival de Cannes de 2019, Djia Mambu est la première femme noire (d'origine congolaise) membre du jury de la Semaine de la critique. Elle fait partie de l’équipe de programmation du Congo International Film Festival (CIFF) à Goma (RDC). Critique reconnue, elle est membre de la Fédération africaine de la critique cinématographique (FACC) et de la Fédération internationale de la presse cinématographique (FIPRESCI).

## Productrice
Constatant le développement récent du secteur de la production cinématographique sur le continent africain, et les lacunes persistant du point de vue de la distribution, Djia Mambu fonde la société de production Maziwa Makuu Films. Basée au Kivu, cette société a pour objectif de promouvoir les films de la région des Grands lacs. Elle œuvre également à la distribution des œuvres de Madjiki Prod en Belgique. Au Canada, elle fonde en 2018 le Festival VisuELLES dédié aux films de femmes ou centrés sur les femmes,.

## Autrice
En 2017 Djia Mambu publie son premier ouvrage, Peau noire, Médias blancs. Stigmatisation des Noirs et de l'Afrique dans la presse belge et française, aux éditions Kwandika.
Dans l'œuvre collective Créer en post-colonie. Voix et dissidences belgo-congolaises, 2010-2015, elle publie « Des étoiles jaunes sur fond bleu », mettant en avant l'essor des actrices et acteurs de la diaspora congolaise.